# 色动会
色动会（색동회）是一个在1923年于日本建立的一个由朝鲜人组成的儿童文学同人会。由方定焕创办，目前总部位于韩国首尔麻浦区东桥洞。

## 历史
1923年3月16日，方定焕等人开始在日本东京建立一个儿童文学组织，5月1日正式命名为色动会，此名称与朝鲜半岛的民族服装韩服的一种形式赤古里・襦有关。创建初期的人物有方定焕、孙晋泰、尹克荣、鄭順哲、高漢承、秦長燮、曹在浩、丁炳基。後在1926年3月16日又有崔瑨淳、馬海松、鄭寅燮、李軒求、尹石重的加入。之后在方定焕的带领下，儿童文学杂志开始创刊。并把该组织的创建日定为朝鲜半岛的儿童节，1927年更改到5月的第一个星期日。1931年，方定焕去世，该组织的活动因此减弱。相关刊物在1934年被迫停刊。由于日本当局的镇压，导致朝鲜半岛禁止拥有儿童节。1945年朝鲜半岛光复后，总部迁至首尔，该组织在曹在浩、馬海松、姜小泉的带领下重新活跃，在1946年将儿童文学杂志复刊，并把儿童节改为5月5日。直到1975年儿童节正式成为韩国儿童的休息日。并在1976年设立色动会奖，专门表彰对韩国儿童教育做出重大贡献的人士。现已成为韩国的儿童教育研究会，并拥有韩国童话口演学会、色动会童话口演研究会等地方组织。